# Girardota
Girardota este un municipiu în Columbia, în departament Antioquia.